# Semaeopus subrosea
Semaeopus subrosea är en fjärilsart som beskrevs av Paul Dognin 1900. Semaeopus subrosea ingår i släktet Semaeopus och familjen mätare. Inga underarter finns listade i Catalogue of Life.